# Jolanta Janota
Jolanta Zofia Janota, po mężu Gurbiel (ur. 6 lipca 1964 w Katowicach) – polska lekkoatletka, sprinterka, mistrzyni i reprezentantka Polski, olimpijka z Seulu (1988).

## Kariera sportowa
Była zawodniczką Startu Katowice (1977-1985) i Startu Lublin (1985-1989).
Reprezentowała Polskę na Igrzyskach Olimpijskich w 1988, gdzie zajęła 6. miejsce w sztafecie 4 × 100 metrów, z czasem 43,93 (z Joanną Smolarek, Ewą Pisiewicz i Agnieszką Siwek), w biegu na 100 metrów odpadła w eliminacjach, z wynikiem 11,71, w biegu na 200 metrów odpadła w ćwierćfinale, z wynikiem 23,34, mistrzostwach Europy w 1986, gdzie w sztafecie 4 × 100 metrów zajęła 6. miejsce, z wynikiem 43,54 (z Ewą Kasprzyk, Urszulą Jaros i Joanną Smolarek), oraz odpadła w eliminacjach biegu na 100 metrów (z czasem 11,69) i półfinale biegu na 200 metrów (z czasem 23,59) oraz Pucharze Europy w 1987, gdzie zajęła 4. miejsce w sztafecie 4 x 100 metrów, z wynikiem 43,91.
Na mistrzostwach Polski seniorek wywalczyła 12 medali, w tym 4 złote (jeden złoty na 100 metrów - w 1987, trzy złote w sztafecie 4 × 100 metrów – w 1985, 1987 i 1988), 5 srebrnych (na 100 metrów - w 1986 i 1988, na 200 metrów - w 1986, 1987) i 1988, w sztafecie 4 × 100 metrów w 1986) i 2 brązowe w sztafecie 4 × 100 metrów (1983 i 1984).
Na halowych mistrzostwach Polski seniorek zdobyła 2 brązowe medale w biegu na 200 metrów w 1983 i 1986.
Rekordy życiowe: 
- 100 m – 11,19 (27.06.1986)
- 200 m – 22,90 (05.07.1986)